# Arquidiócesis de Ancona-Osimo
La arquidiócesis de Ancona-Osimo (en latín: Archidioecesis Anconitana-Auximana y en italiano: Arcidiocesi di Ancona-Osimo) es una circunscripción eclesiástica de la Iglesia católica en Italia. Se trata de una arquidiócesis latina, sede metropolitana de la provincia eclesiástica de Ancona-Osimo. Desde el 14 de julio de 2017 su arzobispo es Angelo Spina.

## Territorio y organización

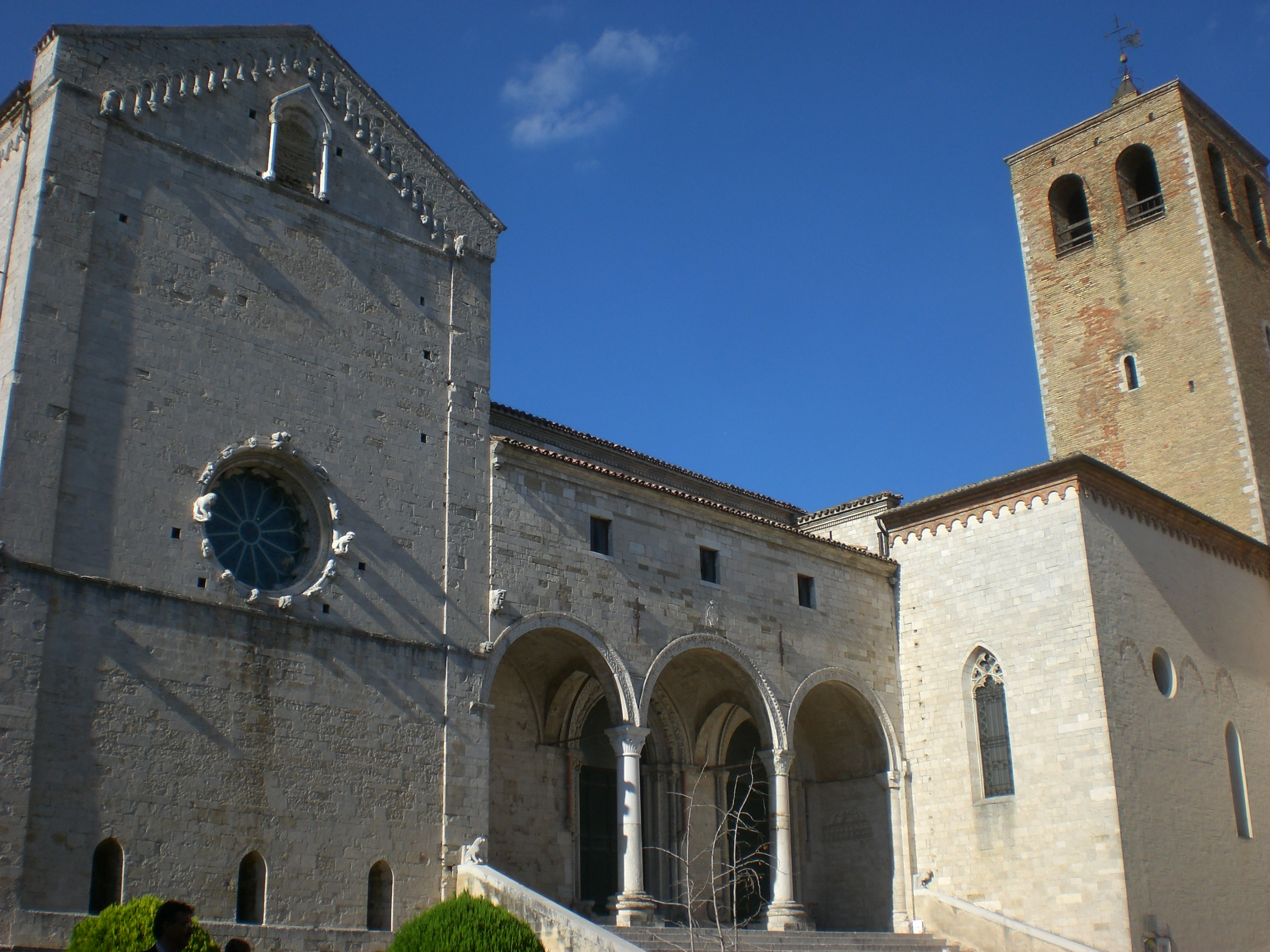
Concatedral de San Leopardo, en Osimo

La arquidiócesis tiene 501 km² y extiende su jurisdicción sobre los fieles católicos de rito latino residentes en parte de la provincia de Ancona en la región de Marcas, comprendiendo las comunas de: Ancona, Osimo, Falconara Marittima, Numana, Camerano, Camerata Picena, Castelfidardo, Polverigi, Staffolo (es un exclave), Filottrano, Agugliano, Sirolo, Offagna y la fracción Grancetta de Chiaravalle.

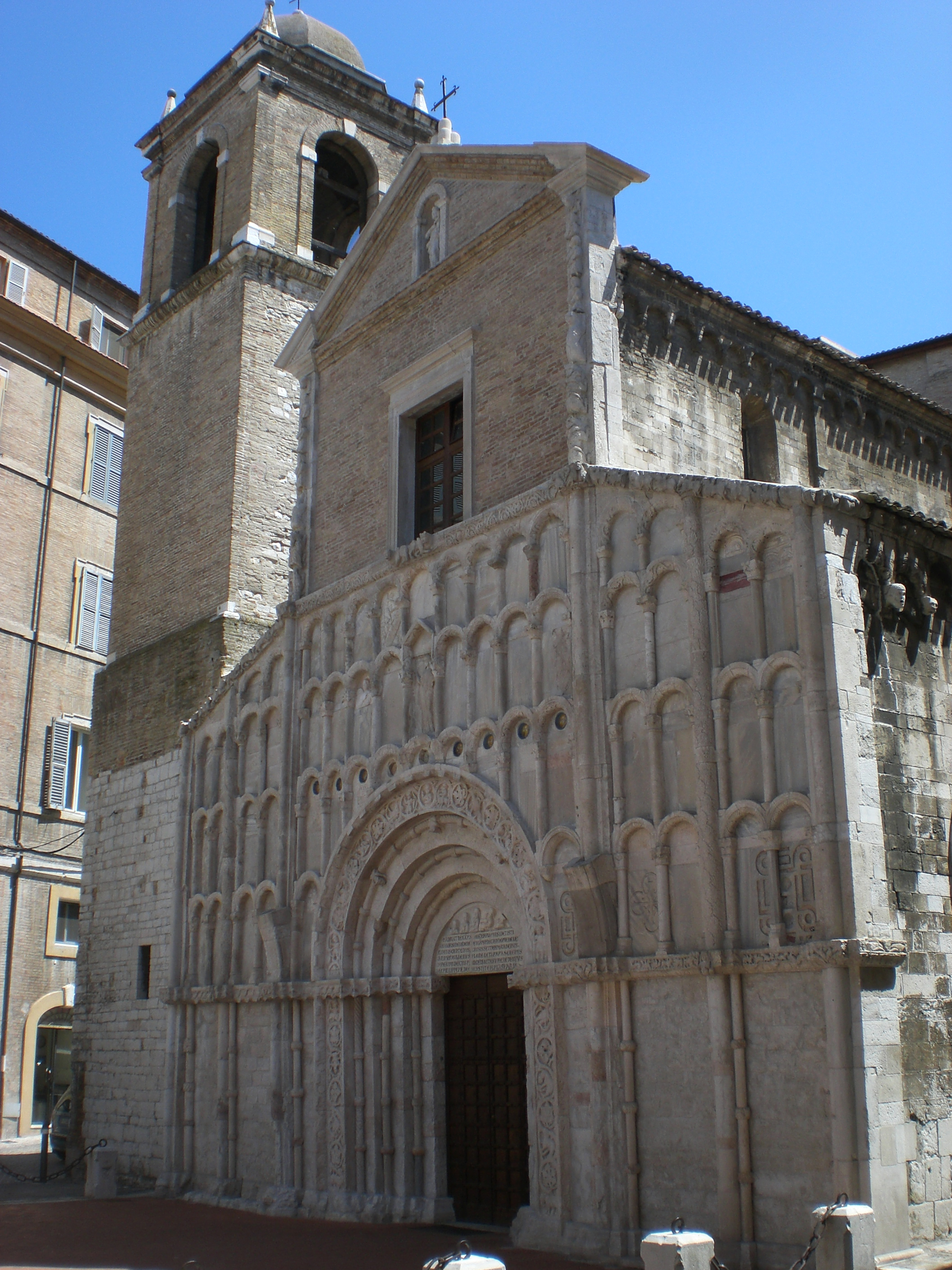
Iglesia de Santa Maria della Piazza, en Ancona

Limita al norte con la diócesis de Senigallia, al oeste con la diócesis de Iesi, al sur y al oeste con la diócesis de Macerata, al sur con la prelatura territorial de Loreto y al este con el mar Adriático.

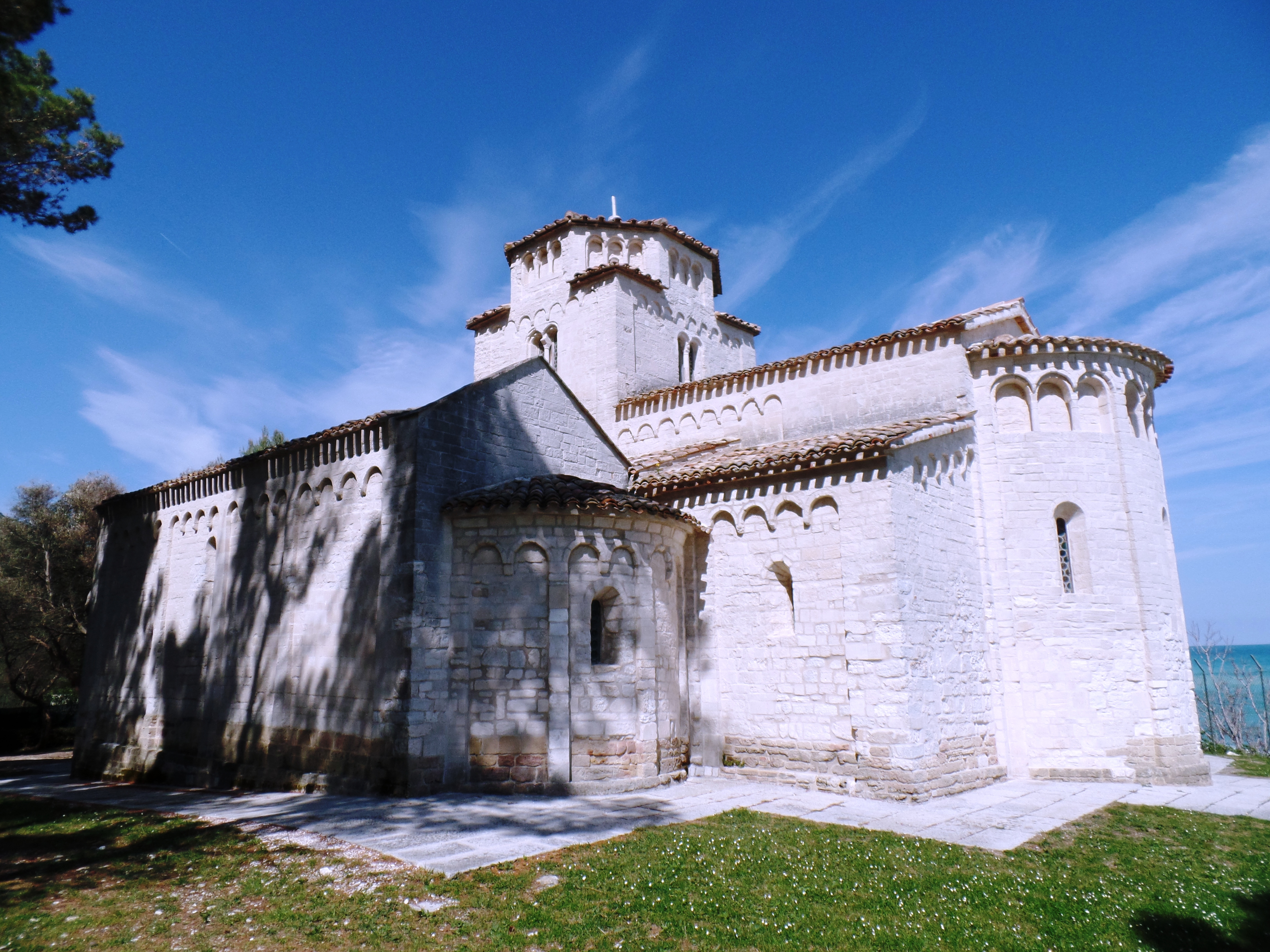
Iglesia (abadía) de Santa María, en Portonovo

La sede de la arquidiócesis se encuentra en la ciudad de Ancona, en donde se halla la Catedral de San Ciriaco. En Osimo se encuentra la Concatedral de San Leopardo. Otros monumentos significativos de la arquidiócesis son: en Ancona la iglesia de Santa Maria della Piazza, las abadías de Portonovo y San Pedro en el monte Conero, San Francesco alle Scale y Santo Domingo; en Osimo el baptisterio, la basílica de San José de Copertino y el santuario de la Virgen de Campocavallo.

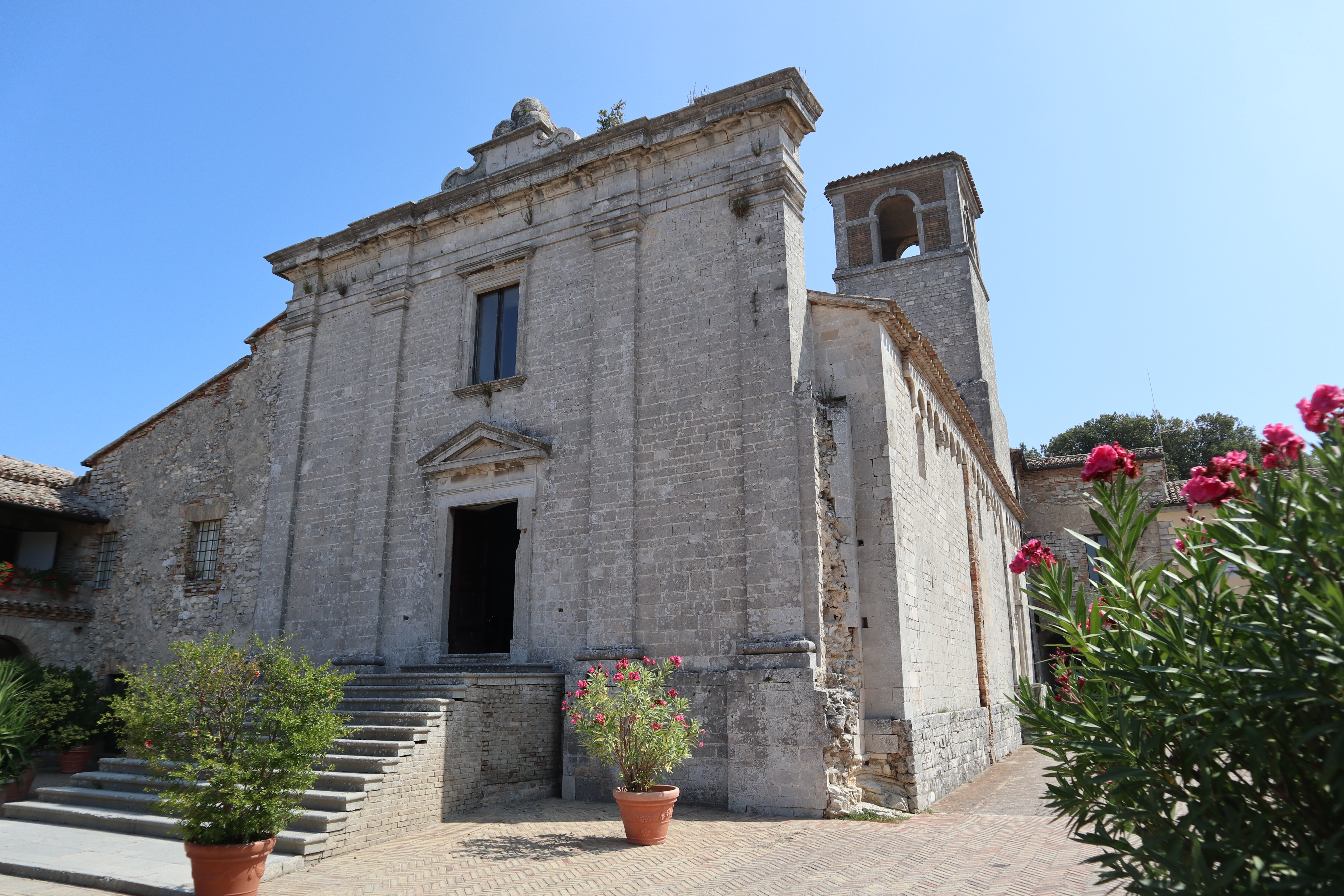
Abadía de San Pedro, en el monte Conero

La arquidiócesis tiene como sufragáneas a las diócesis de Fabriano-Matelica, Iesi, Senigallia y a la prelatura territorial de Loreto.

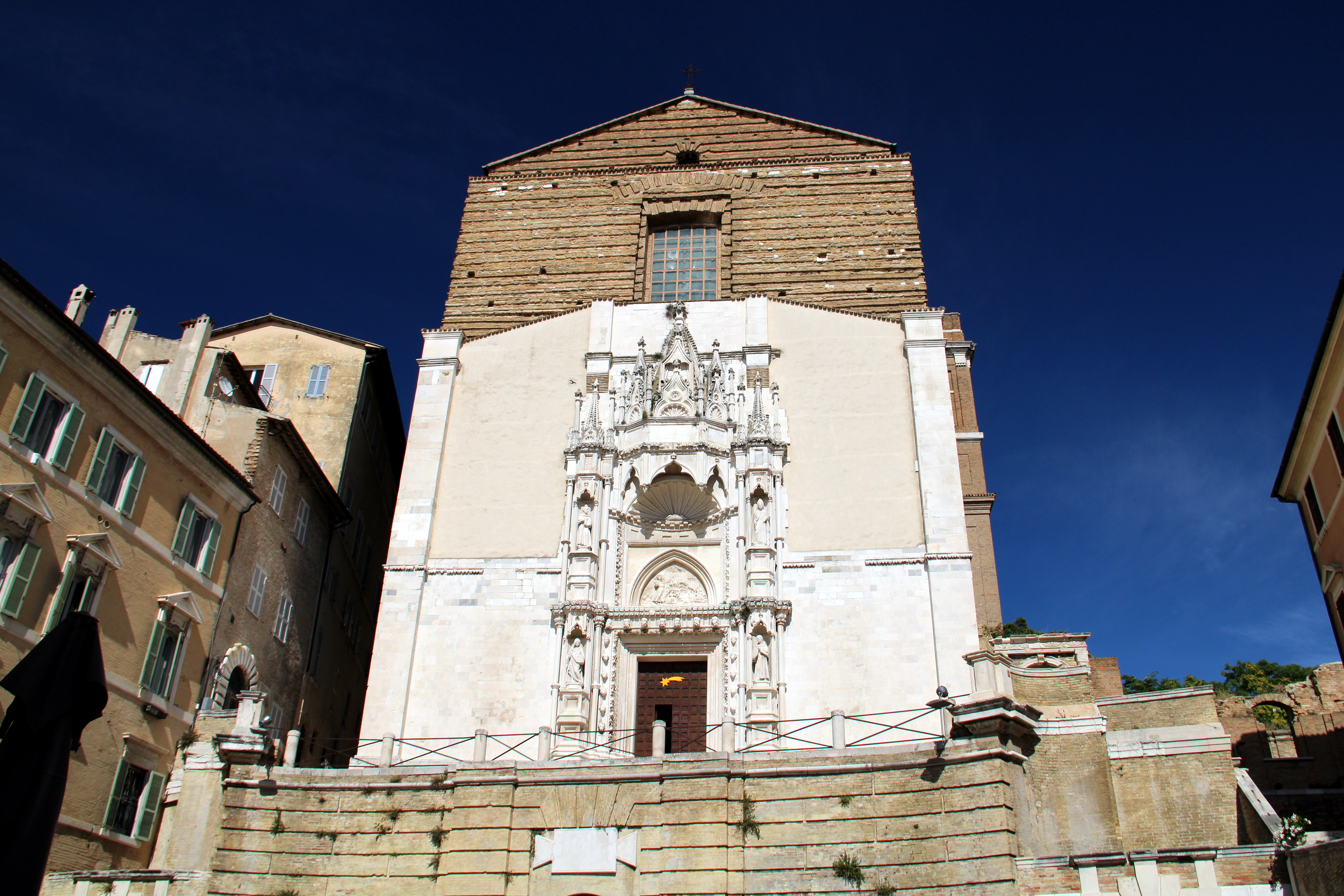
Iglesia de San Francisco alle Scale, en Ancona

En 2022 en la arquidiócesis existían 72 parroquias agrupadas en 5 zonas pastorales: Ancona centro, Ancona periferia, Osimo, Falconara Marittima y Castelfidardo.

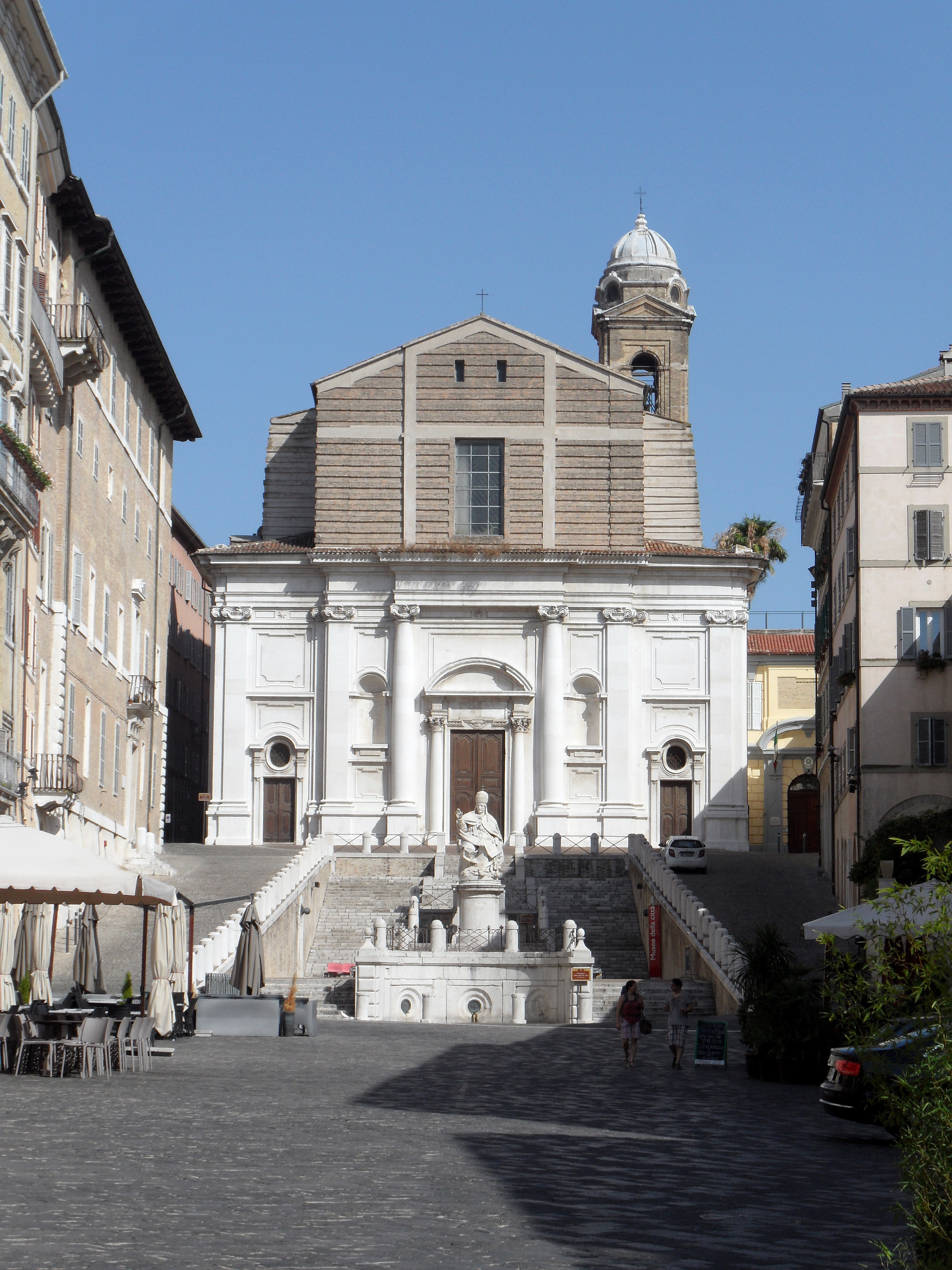
Iglesia de Santo Domingo, en Ancona

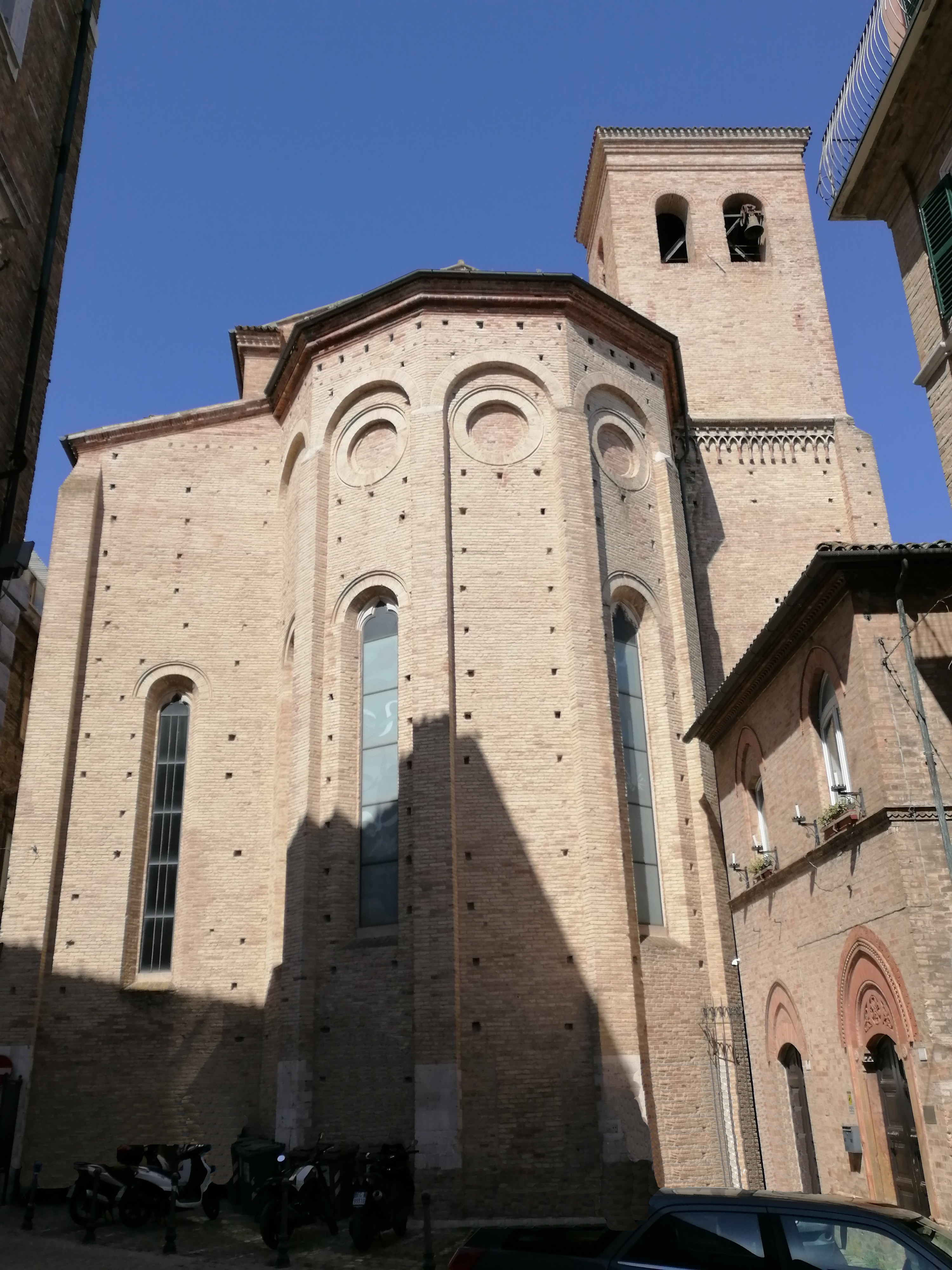
Basílica de San José de Copertino, en Osimo

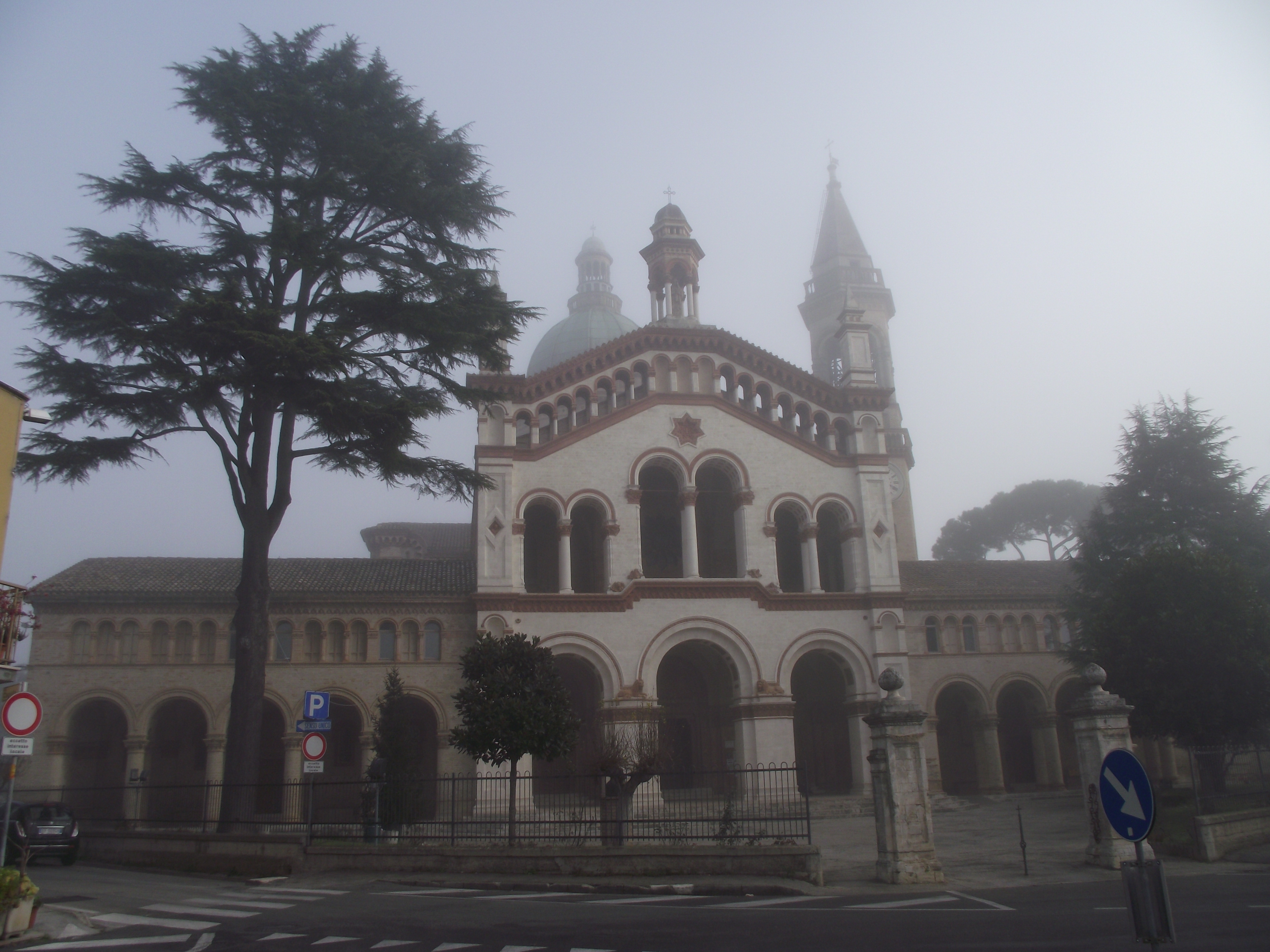
Santuario de la Virgen de Campocavallo, en Osimo

## Historia
La arquidiócesis actual es el resultado de la unión de dos sedes antiguas, cada una con su propia historia milenaria.

### Ancona
Las primeras noticias sobre la vida cristiana de Ancona se refieren a la memoria antiqua de san Esteban protomártir del que habla san Agustín en uno de sus sermones, que quizás se remonta al año 425, mientras que del papa Gregorio Magno se tiene la noticia de que la primera catedral de Ancona también estaba dedicada a este santo.
La tradición litúrgica de Ancona recuerda a varios santos mártires, entre ellos san Liberio, santos Palazia y Laurenzia, santos Pellegrino, Ercolano y Flaviano. En particular, las tradiciones antiguas transmiten que los primeros obispos de Ancona fueron dos santos de origen griego, Primiano (siglo III) y Ciriaco (siglo IV), que atestiguan el estrecho vínculo de la ciudad de Ancona con el Oriente cristiano. Si la existencia histórica de estos dos santos no está en duda, su episcopado en Ancona parece menos seguro.
La primera evidencia histórica de la existencia de una sede episcopal en Ancona es una carta del papa Gelasio I (492-496), escrita a los obispos Massimo y Eusebio, para que pudieran hacer frente a la ofensa que habría cometido el obispo de Ancona, cuyo nombre no se da, acusado por el obispo de la ecclesia Camiscana (probablemente Camerino), de haber ocupado algunas parroquias bajo su jurisdicción. El primer obispo cuyo nombre se conoce con certeza es san Marcelino, que vivió probablemente en el siglo VI, de quien habla Gregorio Magno en sus Diálogos (hacia 593-594). El epistolario de este pontífice deja saber el nombre de otro obispo de Ancona, Sereno, encargado por el papa en el año 599 de visitar la Iglesia de Osimo, que llevaba algún tiempo sin obispo. Sereno murió antes de diciembre de 603, ya que una carta del papa Gregorio de este mes informa que, debido a la vacante de la sede de Ancona, se habían elegido tres candidatos, sobre los cuales el pontífice ordenó una investigación, antes de proceder al nombramiento definitivo de nuevo obispo.
A estos obispos, la tradición anconitana añadió otros obispos cuya existencia histórica, sin embargo, no está probada por documentos contemporáneos: Marco en 462 (o 465), Trasone I en 500, Tommaso en una fecha incierta en el siglo VI y Giovanni I en 629. Los posteriores obispos de Ancona del primer milenio son conocidos sobre todo por su participación en los concilios celebrados en Roma por los pontífices: entre ellos Mauroso y Giovanni II, que participaron en los concilios que condenaron la herejía monotelita en 649 y 680; y Paolo, que en 878 fue enviado como legado papal a Constantinopla, pero habiéndose unido al partido del patriarca Focio fue depuesto de la sede de Ancona.
Entre los obispos del siglo XIII destacaron especialmente Gerardo II y Giovanni Bono. Durante el episcopado de Gerardo, camaldulense, se encontraron las reliquias de los mártires Pellegrino, Ercolano y Flaviano. Este obispo también fue el encargado de redactar nuevas normas para la vida de los canónigos de la catedral. Giovanni Bono, en cambio, es conocido por «su participación en el Concilio de Lyon de 1245 y su nombramiento como vicario papal para el Reino de Sicilia».
En 1419 el papa Martín V decidió unir la diócesis de Ancona a la de Numana (también llamada Umana). La unión fue sancionada por la bula Ex supernae majestatis del 19 de octubre de 1422 y la diócesis tomó el nombre de diócesis de Ancona y Umana (Anconitana et Numanensis). Sin embargo, a diferencia de lo habitual, la unión de las dos diócesis no fue aeque principaliter y Numana no conservó ninguna prerrogativa episcopal, de hecho su catedral quedó reducida a una simple parroquia. En los siglos siguientes los obispos de Ancona omitieron el título de obispos de Umana, hasta el 22 de abril de 1747 cuando el papa Benedicto XIV les impuso una bula para adoptar el doble título.
La segunda mitad del siglo XVI vio la presencia de obispos reformadores válidos en la cátedra de Ancona, que se comprometieron personalmente a implementar los decretos del Concilio de Trento. El primero es Vincenzo Lucchi (1556-1585), que instituyó el seminario episcopal e impuso la obligación de residencia a todos los titulares de beneficios eclesiásticos. Seguido por el cardenal Carlo Conti (1585-1615), que celebró un sínodo diocesano, realizó cinco visitas pastorales a su diócesis y acogió a los jesuitas.
En 1796 una imagen de la Virgen expuesta en la catedral fue vista abriendo y cerrando los ojos durante cuatro meses por una gran multitud, estimada en unas 60 000 personas. En febrero del año siguiente Napoleón Bonaparte llegó a la ciudad y personalmente quiso iniciar un juicio en torno a este hecho, con el objetivo de acabar con una supuesta superstición. Examinó escrupulosamente la imagen, interrogó a los canónigos, quiso donar el collar de perlas que adornaba la imagen a obras de caridad y trasladarlo a un monasterio, pero por respeto a las personas que lo habían venerado cambió de decisión sobre el collar y accedió que la imagen regresara a la catedral. El milagro de la Madonna del Duomo sigue siendo hoy uno de los principales centros de atracción para la comunidad cristiana de Ancona.
El 14 de septiembre de 1904 la sede fue elevada al rango de arquidiócesis honoris causa inmediatamente sujeta a la Santa Sede con el decreto Honoribus et privilegiis de la Congregación Consistorial. El decreto también otorgó a los arzobispos el uso del palio y la cruz arzobispal, pero solo dentro de los límites de su propia diócesis. El 15 de agosto de 1972 fue elevada a sede metropolitana por el papa Paulo VI mediante la bula Qui apostolico; se le asignaron como sufragáneas las diócesis de Osimo e Iesi.

### Osimo
Según la tradición, fue el mártir san Feliciano quien difundió la fe cristiana en el territorio de Osimo a mediados del siglo III. En 303, durante las persecuciones ordenadas por Diocleciano, los santos Fiorenzo, Diocleziano y Sisinnio sufrieron el martirio en Osimo; en el lugar de su martirio se construyó una iglesia dedicada a ellos y todavía existe hoy.
El primer obispo de Osimo del que hay noticias fue san Leopardo que vivió en una época incierta, probablemente en el siglo IV o V. En 599 el papa Gregorio Magno confió la iglesia osimana, «diu pastorali sollecitudine destitutam», es decir que había estado vacante durante mucho tiempo, al cuidado pastoral del obispo Sereno de Ancona.
A partir del siglo VII la serie episcopal osimana se reanudó con el obispo Fortunato, que participó en el Concilio de Letrán convocado por el papa Martín I en 649 para condenar la herejía monotelita. Le sigue el obispo Giovanni, que en 680 estuvo entre los prelados que participaron en el concilio romano solicitado por el papa Agatón para renovar la condena del monotelismo. Al siglo VIII se le atribuye san Vitaliano, que hizo reconstruir la catedral dedicada a san Leopardo. En el sínodo romano del año 743 participó un obispo osimano llamado Vitaliano.
En el siglo XI el obispo Ghislerio fue duramente reprendido por san Pedro Damián por su conducta inmoral. En 1053 el papa León IX consagró la catedral de Osimo, que fue ampliada por el obispo Gentile a finales del siglo XII.
En el siglo XIII, en el contexto de la lucha entre güelfos y gibelinos, la ciudad de Osimo se unió al partido del emperador Federico II. Por este motivo, el 22 de mayo de 1240 el papa Gregorio IX mediante la bula Recte considerationis examine suprimió la diócesis de Osimo e incorporó su territorio a la recién erigida diócesis de Recanati. El 15 de noviembre del mismo año Osimo quedó bajo la jurisdicción del obispo de Numana, como compensación por la pérdida del poder episcopal sobre Recanati. Esta situación persistió hasta el 13 de marzo de 1264, cuando el papa Urbano IV restauró el obispado de Osimo mediante la bula Recti statera judicii.
En 1320 Osimo se rebeló de nuevo y encarceló al obispo Berardo II. Entonces el papa Juan XXII volvió a privar a Osimo de la dignidad episcopal, pero como los demás centros de la diócesis se habían opuesto a la rebelión, les concedió su propio obispo con el título de episcopus dioecesis ecclesiae Auximanae, olim cathedralis. La iglesia de Santa Maria, en Cingoli, estaba en uso como catedral. El 12 de julio de 1368 el papa Urbano VI concedió la restitución de la sede episcopal de Osimo mediante la bula Sancta Mater Ecclesia.
El obispo Bernardino de Cupis (1551-1574) participó en el Concilio de Trento y fue el primero en implementar los decretos de reforma tridentina en la diócesis, seguido por otros obispos llenos de fervor reformador, entre los que se encuentran Agostino Galamini (1620-1639) y Antonio Bichi (1656-1691).
En 1586 el papa Sixto V transfirió a Recanati los territorios de Castelfidardo y Montecassiano que pertenecían a Osimo.
El 20 de agosto de 1725 mediante la bula Romana Ecclesia del papa Benedicto XIII se restableció el obispado de Cingoli, derivando el territorio de la diócesis de Osimo y uniéndolo aeque principaliter a la misma sede de Osimo.
El 15 de agosto de 1972 la diócesis de Osimo, hasta entonces inmediatamente sujeta a la Santa Sede, pasó a formar parte de la provincia eclesiástica de la arquidiócesis de Ancona.
El último cambio territorial antes de la unión plena con Ancona se remonta al 19 de marzo de 1984, cuando el papa Juan Pablo II decidió la unión de Castelfidardo con Osimo y la unión de Montefano y Appignano con las diócesis de Recanati y Macerata respectivamente, mediante el decreto Conferentia Episcopalis Picena de la Congregación para los Obispos.
Entre los obispos de Osimo, además de los ya mencionados, se recuerdan: san Bienvenido Scotivoli en la segunda mitad del siglo XII; al cardenal Antonio Maria Galli por su labor tras el Concilio de Trento; Pompeo Compagnoni en el siglo XVIII por su gran erudición; cardenal Guido Calcagnini durante cuyo episcopado en 1796 ocurrió el milagro del crucifijo de madera en la catedral; cardenal Giovanni Soglia Ceroni, secretario de Estado del papa Pío IX. El último obispo que residió en Osimo fue Domenico Brizi, fallecido en 1964.
En Osimo nacieron el papa Pío VIII, san Silvestre Guzzolini, fundador de la Orden de los Silvestrinos, y san Bonfiglio y allí murió san José de Cupertino.
En 1986, poco antes de la unión con Ancona, la diócesis de Osimo incluía 22 parroquias en las comunas de Osimo, Filottrano, Castelfidardo, Staffolo y Offagna.
El antiguo palacio episcopal de Osimo alberga actualmente el museo diocesano de Osimo.

### Ancona-Osimo
Después de la muerte del obispo de Osimo y Cingoli, Domenico Brizi, ocurrida en 1964, las dos sedes quedaron separadas de facto: mientras la diócesis de Cingoli era administrada por los obispos (o administradores apostólicos) de Macerata y Tolentino, la de Osimo estaba confiada a la administración a los arzobispos de Ancona y Numana.
El 28 de septiembre de 1972 el arzobispo de Ancona, Carlo Maccari, fue nombrado también obispo de Osimo, uniendo así in persona episcopi las sedes.
El 5 de julio de 1975, mediante el decreto Ex historicis documentis de la Congregación para los Obispos, a petición del arzobispo Carlo Maccari el antiguo título de Numana fue suprimido; la arquidiócesis asumió así el nombre de arquidiócesis de Ancona, mientras que Numana se convirtió al mismo tiempo en diócesis titular. A partir de ese momento quedó la única sede de Ancona y Osimo.
El 30 de septiembre de 1986, mediante el decreto Instantibus votis de la Congregación para los Obispos, se estableció la unión plena de las dos diócesis y el nuevo distrito eclesiástico asumió su nombre actual, manteniendo su dignidad metropolitana.
El 11 de marzo de 2000 la provincia eclesiástica de Ancona-Osimo fue ampliada con la incorporación de las sedes de Loreto, Senigallia y Fabriano-Matelica.
Del 3 al 11 de septiembre de 2011, Ancona acogió el XXV Congreso Eucarístico Nacional, al que asistió el cardenal Giovanni Battista Re como legado papal. La misa final fue celebrada por el papa Benedicto XVI.
En los siglos XVII, XVIII y XIX, el arzobispo de Ancona era frecuentemente cardenal. Un exarzobispo, Prospero Lambertini, ascendió al papado como el papa Benedicto XIV.

### Catedral y capítulo
La catedral de Ancona sufrió daños considerables en la Primera Guerra Mundial, cuando la armada austriaca bombardeó el puerto de Ancona en mayo de 1915.
En 816 el emperador Ludovico Pío celebró un concilio en Aquisgrán, en el que se le ordenó que los canónigos y las canonesas vivieran juntos de acuerdo con un conjunto de reglas (regulae). En el sínodo romano del papa Eugenio II de noviembre de 826, se ordenó que los canónigos vivieran juntos en un claustro al lado de la iglesia. En 876 el Concilio de Pavía decretó en el canon X que los obispos deberían encerrar a los canónigos: uti episcopi in civitatibus suis proximum ecclesiae claustrum instituant, in quo ipsi cum clero secundum canonicam regulam Deo militepraesumantnt, et sacerdotes suos ad hoc constringant, ut ecclesiam non relinquant et alibi habitare praesumant.
La historia más temprana del capítulo de San Ciriaco está sin documentación. Sin embargo, en 1179 el papa Alejandro III emitió una bula confirmando al archidiácono y sus colegas en el capítulo todos los derechos, privilegios y propiedades que poseían. En la bula menciona su derecho a las ofrendas hechas en ciertos altares de la catedral, que habían sido otorgados por los obispos Transberto, Marcelino y Bernardo. Por lo tanto, el capítulo existía a fines del siglo XI.
El obispo Gerardo fijó el número máximo de canónigos en el capítulo de la catedral en doce. Luego obtuvo una bula del papa Honorio III en 1224 que confirmó su acción. Desde los primeros tiempos hubo tres dignidades: el archidiácono, el arcipreste y el primicerio.
En 1622 el capítulo de la Catedral de San Ciriaco estaba compuesta por dos dignidades y doce canónigos. En 1710, además de los doce canónigos, había cuatro dignidades: estos incluían el primicerio, el archidiácono y el arcipreste. En 1746 había tres dignidades.
La iglesia colegiata de Santa Maria della Piazza en Ancona también fue servida por un capítulo, compuesto por un rector y seis canónigos.

### Sínodos
Un sínodo diocesano era una reunión irregular, pero importante, del obispo de una diócesis y su clero. Su propósito era: 1) proclamar generalmente los diversos decretos ya emitidos por el obispo; 2) discutir y ratificar medidas sobre las cuales el obispo decidió consultar con su clero; 3) publicar estatutos y decretos del sínodo diocesano, del sínodo provincial y de la Santa Sede.
El obispo Luigi Galli (1622-1657) presidió un sínodo diocesano en Ancona en 1654. El sínodo diocesano fue celebrado por el cardenal Giannicolò Conti (1666-1698) del 4 al 5 de noviembre de 1674.

El cardenal Marcello d'Aste (1700-1709) celebró un sínodo diocesano en Ancona en 1708. Sus constituciones fueron publicadas en 1738. El cardenal Giovanni Battista Bussi (1710-1726) presidió un sínodo diocesano en la Catedral de Ancona del 15 al 18 de septiembre de 1726. El cardenal Bartolomeo Massei (1731-1745) celebró un sínodo diocesano en la Catedral de San Ciriaco del 26 al 28 de octubre de 1738. El cardenal Giovanni Ottavio Bufalini (1766-1782) celebró un sínodo diocesano del 1 al 3 de septiembre de 1779.
Del 13 al 15 de noviembre de 1883, el cardenal Achille Manara celebró un sínodo diocesano en la Catedral de Ancona.

## Estadísticas
Según el Anuario Pontificio 2023 la arquidiócesis tenía a fines de 2022 un total de 205 000 fieles bautizados.
| Año                                                                             | Población            | Población | Población      | Sacerdotes | Sacerdotes    | Sacerdotes    | Bautizados por sacerdote | Diáconos permanentes | Religiosos | Religiosos | Parroquias |
| Año                                                                             | Bautizados católicos | Total     | % de católicos | Total      | Clero secular | Clero regular | Bautizados por sacerdote | Diáconos permanentes | Varones    | Mujeres    | Parroquias |
| ------------------------------------------------------------------------------- | -------------------- | --------- | -------------- | ---------- | ------------- | ------------- | ------------------------ | -------------------- | ---------- | ---------- | ---------- |
| Arquidiócesis de Ancona (y Numana)                                              |                      |           |                |            |               |               |                          |                      |            |            |            |
| 1959                                                                            | 129 500              | 130 000   | 99.6           | 161        | 71            | 90            | 804                      |                      | 105        | 238        | 46         |
| 1969                                                                            | 153 000              | 153 428   | 99.7           | 177        | 89            | 88            | 864                      |                      | 100        | 280        | 52         |
| 1980                                                                            | 152 500              | 153 500   | 99.3           | 157        | 82            | 75            | 971                      | 1                    | 98         | 209        | 58         |
| Diócesis de Osimo y Cingoli                                                     |                      |           |                |            |               |               |                          |                      |            |            |            |
| 1949                                                                            | 37 445               | 37 445    | 100.0          | 124        | 86            | 38            | 301                      |                      | 40         | 165        | 39         |
| 1969                                                                            | 55 247               | 55 272    | 100.0          | 114        | 73            | 41            | 484                      |                      | 49         | 157        | 39         |
| 1980                                                                            | 55 413               | 55 541    | 99.8           | 96         | 61            | 35            | 577                      |                      | 43         | 119        | 39         |
| Arquidiócesis de Ancona-Osimo                                                   |                      |           |                |            |               |               |                          |                      |            |            |            |
| 1990                                                                            | 204 310              | 208 218   | 98.1           | 203        | 111           | 92            | 1006                     | 4                    | 140        | 244        | 71         |
| 1999                                                                            | 205 214              | 206 831   | 99.2           | 190        | 108           | 82            | 1080                     | 8                    | 101        | 206        | 72         |
| 2000                                                                            | 205 682              | 207 220   | 99.3           | 197        | 115           | 82            | 1044                     | 8                    | 99         | 203        | 72         |
| 2001                                                                            | 206 598              | 208 747   | 99.0           | 189        | 110           | 79            | 1093                     | 15                   | 94         | 196        | 72         |
| 2002                                                                            | 205 682              | 207 220   | 99.3           | 190        | 108           | 82            | 1082                     | 15                   | 96         | 192        | 72         |
| 2003                                                                            | 210 062              | 212 875   | 98.7           | 184        | 108           | 76            | 1141                     | 15                   | 89         | 173        | 72         |
| 2004                                                                            | 205 204              | 212 340   | 96.6           | 181        | 109           | 72            | 1133                     | 16                   | 82         | 165        | 72         |
| 2006                                                                            | 206 541              | 216 858   | 95.2           | 175        | 100           | 75            | 1180                     | 17                   | 88         | 124        | 72         |
| 2012                                                                            | 197 851              | 225 441   | 87.8           | 128        | 89            | 39            | 1545                     | 18                   | 45         | 86         | 72         |
| 2015                                                                            | 209 730              | 223 923   | 93.7           | 134        | 91            | 43            | 1565                     | 17                   | 57         | 94         | 72         |
| 2018                                                                            | 207 708              | 221 764   | 93.7           | 133        | 84            | 49            | 1561                     | 15                   | 64         | 83         | 72         |
| 2020                                                                            | 207 000              | 220 980   | 93.7           | 123        | 74            | 49            | 1682                     | 15                   | 64         | 79         | 72         |
| 2022                                                                            | 205 000              | 219 000   | 93.6           | 114        | 75            | 39            | 1798                     | 14                   | 54         | 66         | 72         |
| Fuente: Catholic-Hierarchy, que a su vez toma los datos del Anuario Pontificio. |                      |           |                |            |               |               |                          |                      |            |            |            |

## Episcopologio

### Obispos de Ancona
- San Primiano † (III)
- San Ciriaco † (IV)[36]
- Marco? † (mencionado en 462 o 465)[nota 3]
- Anónimo † (mencionado en 492/496)[nota 4]
- San Trasone I? † (mencionado en 500)[nota 5]
- San Marcellino I † (VI)[37]
- Tommaso? † (VI)[nota 6]
- Sereno † (antes de 598-antes de diciembre de 603 falleció)[nota 7]
- Anónimo † (circa de diciembre de 603-?)[nota 8]
- Giovanni I? † (629-?)[nota 9]
- Mauroso † (mencionado en 649)[nota 10]
- Giovanni II † (mencionado en 680)[nota 11]
- Senatore † (mencionado en 743)[nota 12]
- Natale † (circa siglo VIII)[nota 13]
- Tigrino † (mencionado en 826)[nota 14]
- Leopardo † (mencionado en 861)[nota 15]
- Paolo † (mencionado en 878)[nota 16]
- Bolongerio o Benolergio † (mencionado en 887)[nota 17]
- Erfermario † (antes de 967-después de 968)[38][nota 18]
- Trasone II † (mencionado en 996)[38][nota 19]
- Stefano † (mencionado en 1030 circa)[nota 20]
- Grimaldo o Grimoaldo † (mencionado en 1051)[38][39]
- Gerardo I † (mencionado en 1068)[38][nota 21]
- Transberto † (antes de 1128)[40]
- Marcellino II † (antes de 1128)[40]
- Anónimo † (mencionado en 1118)
- Bernardo † (mencionado en 1128)[40][41]
- Anónimo † (mencionado en 1146)
- Lamberto † (mencionado en 1150 o 1158)[42]
- Tommaso? † (mencionado en 1172)[nota 22]
- Gentile † (mencionado en 1179)[nota 23]
- Rodolfo, O.S.B.Cam. † (agosto de 1180-circa 1185/1186 renunció)
- Beroaldo o Bertaldo † (antes de noviembre de 1186-después de 1192)
- Gerardo II, O.S.B.Cam. † (antes de 1204-después de 1228)
- Persevallo † (antes de 1239-circa 1242 falleció)[nota 24]
- Giovanni Bono † (8 de enero de 1244-después del 8 de enero de 1284 falleció)[nota 25]
- Pietro di Romanuccio Capocci † (10 de mayo de 1284-24 de agosto de 1286 nombrado obispo de Viterbo y Toscanella)[nota 26]
- Berardo dal Poggio † (27 de agosto de 1286-4 de febrero de 1296 nombrado obispo de Rieti)[nota 27]
  - Pandolfo † (26 de febrero de 1296-1299) (administrador apostólico)
- Nicolò degli Ungari, O.F.M. † (28 de septiembre de 1299-1326 falleció)
- Tommaso dal Muro † (16 de junio de 1326-? falleció)
- Francesco? † (mencionado en 1330)[nota 28]
- Nicolò Frangipane † (18 de julio de 1342-? falleció)
- Agostino dal Poggio † (6 de febrero de 1344-? falleció)
- Ugone, O.S.B. † (1348-1348 renunció) (obispo electo)
- Lanfranco de Saliverti, O.F.M. † (3 de octubre de 1348-23 de octubre de 1349 nombrado obispo de Bérgamo)[nota 29]
- Giovanni Tedeschi, O.E.S.A. † (23 de octubre de 1349-1380 falleció)[nota 30]
- Bartolomeo Uliari, O.F.M. † (1381-9 de diciembre de 1385 nombrado obispo de Florencia)[nota 31]
- Guglielmo Dallavigna, O.S.B. † (6 de febrero de 1386-12 de junio de 1405 nombrado obispo de Todi)[nota 32]
- Carlo degli Atti, O.S.B. † (12 de junio de 1405-1405 o 1406 falleció)[nota 33]
- Lorenzo Ricci † (26 de mayo de 1406-1410 depuesto)[nota 34]
- Simone Vigilanti, O.E.S.A. † (5 de abril de 1410-6 de marzo de 1419 nombrado obispo de Senigallia)[43]
  - Pietro Ferretti[nota 35] † (19 de diciembre de 1412-11 de septiembre de 1419 o 31 de enero de 1420 nombrado obispo de Ascoli Piceno) (antiobispo)[nota 36]
- Astorgio Agnesi † (6 de marzo de 1419-19 de octubre de 1422 nombrado obispo de Ancona y Numana)

### Obispos y arzobispos de Ancona y Numana
- Astorgio Agnesi † (19 de octubre de 1422-8 de febrero de 1436 nombrado arzobispo de Benevento)[nota 37]
  - Giovanni de Dominis † (4 de junio de 1436-?) (obispo electo)[nota 38]
- Giovanni Caffarelli † (18 de febrero de 1437-1460 falleció)[nota 39]
- Agapito Rustici-Cenci † (16 de abril de 1460-22 de agosto de 1463 nombrado obispo de Camerino)[nota 40]
- Beato Antonio Fatati † (3 de noviembre de 1463-9 de enero de 1484 falleció)[nota 41]
- Benincasa de' Benincasa † (5 de octubre de 1484-1502 falleció)[nota 42]
  - Giovanni Sacco † (15 de julio de 1502-1505 falleció) (administrador apostólico) [nota 43]
- Pietro Accolti d'Arezzo † (4 de abril de 1505-5 de abril de 1514 renunció) [nota 44]
- Francesco Accolti † (5 de abril de 1514-? renunció)
- Rufino Luparo, O.F.M. † (1520-1522 falleció)[nota 45]
- Baldovinetto de' Baldovinetti † (16 de marzo de 1523-1538 falleció)
  - Alessandro Farnese † (12 de agosto de 1538-1538 renunció) (administrador apostólico)
  - Girolamo Ghianderoni † (15 de noviembre de 1538-1550 renunció) (administrador apostólico)
- Gian Matteo Lucchi † (23 de mayo de 1550-6 de febrero de 1556 nombrado obispo de Tropea)[nota 46]
- Vincenzo Lucchi † (6 de febrero de 1556-31 de enero[nota 47] de 1585 falleció)[nota 48]
  - Alessandro Farnese † (24 de febrero de 1585-1585 renunció) (administrador apostólico, por segunda vez)[nota 49]
- Carlo Conti † (1 de julio de 1585-3 de diciembre de 1615 falleció)[nota 50]
- Giulio Savelli † (11 de enero de 1616-2 de mayo de 1622 renunció)
- Giovanni Luigi Galli † (2 de mayo de 1622-22 de agosto de 1657 falleció)[nota 51]
  - Sede vacante (1657-1666)
- Giannicolò Conti † (29 de marzo de 1666-20 de enero de 1698 falleció)[nota 52]
  - Sede vacante (1698-1700)
- Marcello d'Aste † (3 de febrero de 1700-11 de junio de 1709 falleció)[nota 53]
- Giovanni Battista Bussi † (19 de febrero de 1710-23 de diciembre de 1726 falleció)[nota 54]
- Prospero Lorenzo Lambertini † (20 de enero de 1727-30 de abril de 1731 nombrado arzobispo de Bolonia, luego electo papa con el nombre de Benedicto XIV)
- Bartolomeo Massei † (21 de mayo de 1731-20 de noviembre de 1745 falleció)[nota 55]
- Niccolò Mancinforte † (17 de enero de 1746-19 de diciembre de 1762 falleció)[nota 56]
- Filippo Acciaiuoli † (24 de enero de 1763-24 de julio de 1766 falleció)[nota 57]
- Giovanni Ottavio Bufalini † (1 de diciembre de 1766-3 de agosto de 1782 falleció)[nota 58]
  - Sede vacante (1782-1785)
- Vincenzo Ranuzzi † (14 de febrero de 1785-27 de octubre de 1800 falleció)[nota 59]
  - Sede vacante (1800-1816)[nota 60]
- Nicola Riganti † (8 de marzo de 1816-31 de agosto de 1822 falleció)[nota 61]
- Giovanni Francesco Falzacappa † (10 de marzo de 1823-23 de mayo de 1824 renunció)[nota 62]
- Cesare Nembrini Pironi Gonzaga † (24 de mayo de 1824-5 de diciembre de 1837 falleció)[nota 63]
- Antonio Maria Cadolini, B. † (12 de febrero de 1838-1 de agosto de 1851 falleció)
- Antonio Benedetto Antonucci † (5 de septiembre de 1851-29 de enero de 1879 falleció)[44]
- Achille Manara † (12 de mayo de 1879-15 de febrero de 1906 falleció)[nota 64]
- Giovanni Battista Ricci † (21 de julio de 1906-10 de noviembre de 1929 falleció)
  - Sede vacante (1929-1931)[nota 65]
- Mario Giardini, B. † (16 de mayo de 1931-5 de febrero de 1940 renunció[nota 66])[nota 67]
- Marco Giovanni Della Pietra, O.F.M. † (25 de marzo de 1940-13 de enero de 1945 falleció)
- Egidio Bignamini † (18 de noviembre de 1945-21 de diciembre de 1966 falleció)
- Felicissimo Stefano Tinivella, O.F.M. † (22 de febrero de 1967-6 de julio de 1968 renunció)
- Carlo Maccari † (5 de agosto de 1968-30 de septiembre de 1986 nombrado arzobispo de Ancona-Osimo)[nota 68]

### Obispos de Osimo
- San Leopardo †
  - Sede vacante (599)
- Fortunato † (mencionado en 649)
- Giovanni † (mencionado en 680)
- San Vitaliano † (mencionado en 743)[nota 69]
- Germano † (mencionado en 826)
- Leone † (mencionado en un año entre 835 y 847)
- Andrea † (mencionado en 853)
- Pietro † (mencionado en 887)
- Astingo † (antes de 967-después de 968)[45]
- Cloroardo † (mencionado en 996)[45]
- Ghislerio I † (antes de 1022-después de 1037)[45]
- Ghislerio II † (mencionado en 1051)[nota 70]
- Lotario † (antes de 1065-después de 1094)[45]
- Grimaldo (Guarnerio?) † (mencionado en 1118)[45][nota 71]
- Grimoaldo † (antes de 1151-después de 1157)
- Gentile † (antes de 1177-después de octubre de 1205)
- Anónimo † (mencionado en 1208)
- Anónimo † (mencionado en 1211)
- Sinibaldo I † (antes de 1218-circa 1239 falleció)
- Rinaldo † (antes del 8 de septiembre de 1240-22 de diciembre de 1240 nombrado obispo de Recanati)
  - Sede suprimida (1240-1264)
- San Bienvenido Scotivoli † (13 de marzo de 1264-22 de marzo de 1282 falleció)
- Berardo Berardi † (18 de enero de 1283-16 de mayo de 1288 nombrado obispo de Palestrina)
- Monaldo † (31 de enero de 1289-febrero de 1292 falleció)
- Giovanni d'Uguccione † (24 de marzo de 1295-1319 falleció)
- Berardo II † (29 de febrero de 1320-antes del 24 de noviembre de 1320 falleció)
  - Sede suprimida
- Sinibaldo II, O.F.M. † (25 de julio de 1326-1341 o 1342 falleció)
  - Corrado teutonico † (mencionado en 1328) (antiobispo)
- Alberto Boson, O.P. † (25 de agosto de 1342-1347 falleció)
- Luca Mannelli, O.P. † (5 de noviembre de 1347-22 de enero de 1358 nombrado obispo de Fano)
- Pietro Massei, O.P. † (24 de enero de 1358-1381 falleció)
- Pietro III † (19 de julio de 1381-aprile o de julio de 1400 falleció)
  - Jean Rousseau † (2 de mayo de 1382-?) (antiobispo)
- Giovanni Grimaldeschi † (3 de septiembre de 1400-1419 renunció)
- Pietro Ercolani, O.F.M. † (30 de enero de 1419-1422 falleció)
- Nicolò Bianchi, O.S.B. † (21 de julio de 1422-1434 falleció)
- Andrea da Montecchio † (29 de octubre de 1434-1454 falleció)
- Giovanni de' Prefetti † (30 de agosto de 1454-27 de julio de 1460 falleció)
- Gaspare Zacchi † (1 de septiembre de 1460-23 de noviembre de 1474 falleció)
- Luca Carducci, O.S.B.Cam. † (2 de diciembre de 1474-agosto o de septiembre de 1484 falleció)
- Paride Ghirardelli † (15 de septiembre de 1484-1 de septiembre de 1498 falleció)
- Antonio Sinibaldi † (19 de octubre de 1498-13 de junio de 1515 renunció)
- Giambattista Sinibaldi † (13 de junio de 1515-9 de abril de 1547 falleció)
- Cipriano Senili † (15 de mayo de 1547-19 de julio de 1551 falleció)
- Bernardino de Cupis † (24 de agosto de 1551-1574 renunció)
- Cornelio Firmano † (15 de enero de 1574-5 de julio de 1588 falleció)
- Teodosio Fiorenzi † (27 de julio de 1588-19 de mayo de 1591 falleció)
- Antonio Maria Gallo † (19 de julio de 1591-30 de marzo de 1620 falleció)
- Agostino Galamini, O.P. † (29 de abril de 1620-6 de septiembre de 1639 falleció)
- Girolamo Verospi † (10 de febrero de 1642-5 de enero de 1652 falleció)
- Lodovico Betti † (1 de julio de 1652-26 de octubre de 1655 falleció)
- Antonio Bichi † (6 de marzo de 1656-21 de febrero de 1691 falleció)
- Opizio Pallavicini † (8 de agosto de 1691-11 de febrero de 1700 falleció)
  - Sede vacante (1700-1709)
- Michelangelo dei Conti † (24 de enero de 1709-1 de agosto de 1712 nombrado obispo de Viterbo y Tuscania)
- Orazio Filippo Spada † (17 de enero de 1714-28 de junio de 1724 falleció)
- Agostino Pipia, O.P. † (20 de diciembre de 1724-20 de agosto de 1725 nombrado obispo de Osimo y Cingoli)

### Obispos de Osimo y Cingoli
- Agostino Pipia, O.P. † (20 de agosto de 1725-17 de enero de 1727 renunció)
- Pietro Secondo Radicati di Cocconato e Celle † (12 de abril de 1728-1 de diciembre de 1729 falleció)
- Ferdinando Agostino Bernabei, O.P. † (23 de diciembre de 1729-10 de marzo de 1734 falleció)
- Giacomo Lanfredini † (27 de marzo de 1734-15 de septiembre de 1740 renunció)
- Pompeo Compagnoni † (16 de septiembre de 1740-25 de julio de 1774 falleció)
- Guido Calcagnini † (20 de mayo de 1776-27 de agosto de 1807 falleció)
- Giovanni Castiglione † (11 de enero de 1808-9 de enero de 1815 falleció)
- Carlo Andrea Pelagallo † (18 de diciembre de 1815-6 de septiembre de 1822 falleció)
- Ercole Dandini † (10 de marzo de 1823-23 de mayo de 1824 renunció)
  - Sede vacante (1824-1827)
- Timoteo Maria Ascensi, O.C.D. † (21 de mayo de 1827-6 de diciembre de 1828 falleció)
- Giovanni Antonio Benvenuti † (15 de diciembre de 1828-14 de noviembre de 1838 falleció)
- Giovanni Soglia Ceroni † (18 de febrero de 1839-12 de agosto de 1856 falleció)
- Giovanni Brunelli † (18 de septiembre de 1856-21 de febrero de 1861 falleció)
  - Sede vacante (1861-1863)
- Salvatore Nobili Vitelleschi † (21 de diciembre de 1863-20 de noviembre de 1871 renunció[nota 72])
- Michele Seri-Molini † (24 de noviembre de 1871-13 de abril de 1888 falleció)
- Egidio Mauri, O.P. † (1 de junio de 1888-12 de junio de 1893 nombrado arzobispo de Ferrara)
- Giovanni Battista Scotti † (18 de mayo de 1894-5 de diciembre de 1916 falleció)
- Pacifico Fiorani † (12 de mayo de 1917-22 de junio de 1924 falleció)
- Monalduzio Leopardi † (20 de diciembre de 1926-17 de mayo de 1944 falleció)
- Domenico Brizi † (22 de enero de 1945-11 de febrero de 1964 falleció)

### Obispos de Osimo
- Sede vacante (1964-1972)

- Carlo Maccari † (28 de septiembre de 1972-30 de septiembre de 1986 nombrado arzobispo de Ancona-Osimo)

### Arzobispos de Ancona-Osimo
- Carlo Maccari † (30 de septiembre de 1986-1 de julio de 1989 retirado)
- Dionigi Tettamanzi † (1 de julio de 1989-6 de abril de 1991 renunció[nota 73])[nota 74]
- Franco Festorazzi † (6 de abril de 1991-8 de enero de 2004 retirado)
- Edoardo Menichelli (8 de enero de 2004-14 de julio de 2017 retirado)
- Angelo Spina, desde el 14 de julio de 2017

### Para la sede de Ancona
- (en latín) Ferdinando Ughelli, Italia sacra, vol. I, segunda edición, Venecia, 1717, col. 324-342
- (en italiano) Antonio Peruzzi, La Chiesa anconitana, parte primera, Ancona, 1845
- (en italiano) Francesco Lanzoni, Le diocesi d'Italia dalle origini al principio del secolo VII (an. 604), vol. I, Faenza, 1927, pp. 381-386
- (en italiano) Giuseppe Cappelletti, Le Chiese d'Italia dalla loro origine sino ai nostri giorni, Venecia, 1848, vol. VII, pp. 9-193
- (en latín) Paul Fridolin Kehr, Italia pontificia, vol. IV, Berlín, 1909, pp. 194-199
- (en alemán) Gerhard Schwartz, Die besetzung der bistümer Reichsitaliens unter den sächsischen und salischen kaisern: mit den listen der bischöfe, 951-1122, Leipzig-Berlín, 1913, p. 240-241
- (en francés) J. Fraikin, v. Ancone, en «Dictionnaire d'Histoire et de Géographie ecclésiastiques», vol. II, París, 1914, col. 1528-1537
- (en latín) Pius Bonifacius Gams, Series episcoporum Ecclesiae Catholicae, Graz, 1957, pp. 664-666
- (en latín) Konrad Eubel, Hierarchia Catholica Medii Aevi, vol. 1, pp. 87-88; vol. 2, p. 87; vol. 3, pp. 107-108; vol. 4, p. 82; vol. 5, p. 83; vol. 6, p. 82

### Para la sede de Osimo
- (en inglés) Ficha de la diócesis de Osimo y Cingoli en www.catholic-hierarchy.org
- (en inglés) Ficha de la diócesis de Osimo en www.gcatholic.org
- (en latín) Ferdinando Ughelli, Italia sacra, vol. I, segunda edición, Venecia, 1717, col. 496-513
- (en italiano) Francesco Lanzoni, Le diocesi d'Italia dalle origini al principio del secolo VII (an. 604), vol. I, Faenza, 1927, pp. 387-389
- (en italiano) Giuseppe Cappelletti, Le Chiese d'Italia dalla loro origine sino ai nostri giorni, Venecia, 1848, vol. VII, pp. 482-607
- (en latín) Paul Fridolin Kehr, Italia pontificia, vol. IV, Berlín, 1909, pp. 206-210
- (en alemán) Gerhard Schwartz, Die besetzung der bistümer Reichsitaliens unter den sächsischen und salischen kaisern: mit den listen der bischöfe, 951-1122, Leipzig-Berlín, 1913, p. 248-250
- (en latín) Pius Bonifacius Gams, Series episcoporum Ecclesiae Catholicae, Graz, 1957, pp. 712-713
- (en latín) Konrad Eubel, Hierarchia Catholica Medii Aevi, vol. 1, pp. 120-121; vol. 2, p. 100; vol. 3, p. 125; vol. 4, p. 104; vol. 5, pp. 107-108; vol. 6, p. 109